# Taste
Taste é uma banda irlandesa de rock e blues formada em 1966. Seu fundador foi o músico e compositor Rory Gallagher.

## História
Taste (originalmente "The Taste") foi formada em Cork, Irlanda, em agosto de 1966 como um trio composto por Rory Gallagher como vocalista e guitarrista, Eric Kitteringham como baixista, e Norman Damery como baterista. Nos seus primeiros anos, a banda excursionou por Hamburgo e pela Irlanda antes de se apresentar regularmente no Maritime Hotel, um clube de R&B em Belfast, Irlanda do Norte.
Em 1968, Taste começou a se apresentar no Reino Unido, onde a formação original separou-se. A nova formação contava com Richard McCracken como baixista e John Wilson como baterista. O novo Taste mudou-se permanentemente para Londres, onde assinou com a gravadora Polydor. Com a Polydor, a banda fez turnê nos Estados Unidos e no Canadá, com a banda inglesa Blind Faith. Em abril de 1969, Taste lançou o primeiro de seus dois álbuns de estúdio, intitulado Taste, seguido de On the Boards, no início de 1970, esse último mostrando a influência do jazz na banda, com Gallagher tocando saxofone em várias músicas. Em novembro daquele ano, a banda, juntamente com a banda Yes, abriu os shows de despedida do Cream.
Em 1970, Taste participou do Festival da Ilha de Wight, ao lado de Jimi Hendrix e The Who. Mais tarde, no mesmo ano, a banda excursionou pela Europa, mas foi dispensada por Gallagher, que decidiu seguir carreira solo, realizando seu último show na véspera do Ano Novo, em Belfast. Wilson e McCracken imediatamente formaram a banda Stud, no início de 1971, com Jim Cregan e John Weider.

## Discografia

### Com Rory Gallagher
- Álbuns de estúdio:

Taste - Polydor, 1969
On the Boars - Polydor, 1970
Taste First - BASF, 1972 (Gravado em 1972 - relançado como In the Beginning (1974) e Take It Easy Baby (1976))
- Álbuns ao vivo:

Live Taste - Polydor, 1971
Live at the Isle of Wight - Polydor, 1971
In Concert - Ariola, 1976 (gravado no The Marquee com a formação clássica de 1968 do Taste)